# Libélula (álbum)
Libélula es el título del primer álbum de estudio de la cantante y compositora mexicana Laura Caro. Fue grabado en San Diego (California) bajo la producción de Henry Gutiérrez y Andrés Peláez. Este trabajo contiene 10 temas inéditos entre los cuales 8 son de la autoría de la intérprete tijuanense.

## Historia
La intérprete comenzó en el año 2002 su actividad musical profesional. Tras participar en el reality show La academia obtuvo un contrato de 5 años con TV Azteca para grabar 5 producciones discográficas, el cual no dio frutos. Los productores de Reik, Reyli Barba, Shaila Dúrcal: Henry Gutiérrez y Andrés Peláez, dos músicos mexicanos, le dieron la oportunidad a Laura de grabar algunos de sus temas, es decir, canciones que en su faceta de compositora había escrito.
Laura Caro recibió la oferta de la disquera independiente Novva Music. Esta la contrató para grabar su primer disco como solista en el 2007, Libélula, un álbum de estudio con el que comenzó su carrera solista en julio de dicho año. El álbum se lanzó de manera independiente en el mercado de Baja California, alternadamente con la promoción de manera local en el norte del país. El disco es rock pop, tiene toques ochenteros con influencias de Dio y Led Zeppelin pero muy apegados a la actualidad.
El disco fue bautizado por la compositora e intérprete con el nombre de Libélula por el significado metafórico y a manera de emblema. La libélula tarda cinco años en abrir su espalda y dejar salir sus alas para poder volar y empezar a hacer su camino; eso fue lo que la hizo identificarse, al tardar cinco años en lograr grabar su primer disco. Debido a que la mayoría de los temas son de su autoría, en el disco se presenta una propuesta musical fresca. Es un recopilado de diez canciones pop que coquetea con el rock, jazz y el rythm and blues, los cuales fue componiendo desde los diez años, siendo esta una faceta de compositora en la que el público no conocía a la intérprete.

## Sencillos
Los temas Dejarte Ir y Soy Como Soy –uno con matices roqueros y otro con toques ochenteros-, fueron los primeros dos sencillos que la tijuanense lanzó como promoción de su disco, ambos de su autoría, de los cuales el primero tuvo mejor recepción y lo llevó a su cortometraje realizando el primer video musical de su disco. Muriendo De Amor y Lo Que Más Quieres, ambas de la autoría de sus productores Andrés Peláez y Enrique Gutiérrez respectivamente, fueron los temas que se desprendieron consecutivamente para acompañar la promoción del álbum.

## Lista de canciones
| N.º | Título                               | Escritor(es) | Duración |  |
| 1.  | «Soy Como Soy»                       | L. Caro      | 3:29     |  |
| 2.  | «Dejarte Ir»                         | L. Caro      | 3:41     |  |
| 3.  | «Muriendo De Amor»                   | A. Peláez    | 3:12     |  |
| 4.  | «Lo Que Más Quieres»                 | E. Gutiérrez | 4:03     |  |
| 5.  | «Games»                              | L. Caro      | 3:36     |  |
| 6.  | «Lloro Por Ti»                       | L. Caro      | 3:45     |  |
| 7.  | «No Puedo Respirar»                  | L. Caro      | 3:48     |  |
| 8.  | «Sigo»                               | L. Caro      | 3:20     |  |
| 9.  | «Sueño Eterno»                       | L. Caro      | 3:54     |  |
| 10. | «Games (versión original en inglés)» | L. Caro      | 3:36     |  |

### Otros tracks
1. Ten Fe (dueto con Wendolee Ayala)
2. If Now You Go (versión original de Dejarte Ir)
3. Keep On (versión original de Sigo)

## Ficha técnica
- Discográfica: Novva Music
- Producido por: Henry Gutiérrez y Andrés Peláez
- Producción ejecutiva: Novva Music
- Dirección vocal y musical: Henry Gutiérrez y Andrés Peláez
- Grabado y mezclado en: "1951 Recording Studios", San Diego, Ca.
- Masterizado por: Fernando Álvarez en "440 Mastering" en Madrid, España
- Dirección artística: Alex Enamorado
- Fotografía: Claudia Talavera - Azul Estudio
- Arte y Diseño: Paola Inclan Dipp